# Speyeria oweni
Speyeria oweni är en fjärilsart som beskrevs av Edwards 1892. Speyeria oweni ingår i släktet Speyeria och familjen praktfjärilar. Inga underarter finns listade i Catalogue of Life.